# Pojezierze Kujawskie
Pojezierze Kujawskie (315.57) – mezoregion fizycznogeograficzny w środkowej Polsce (Kujawy), stanowiący południowo-wschodnią część Pojezierza Wielkopolskiego. Region graniczy od północy z Równiną Inowrocławską, od zachodu z Pojezierzem Gnieźnieńskim, od południa z Wysoczyzną Kłodawską a od wschodu z Kotliną Płocką; na południowym zachodzie region styka się z Kotliną Kolską a na południowym wschodzie z Równiną Kutnowską. Pojezierze Kujawskie leży na pograniczu województw: kujawsko-pomorskiego, wielkopolskiego i mazowieckiego oraz fragmentarycznie łódzkiego (gmina Łanięta).
Mezoregion jest jeziorną wysoczyzną (pojezierzem) o wysokościach do 159 m n.p.m. Pojezierze Kujawskie ma krajobraz równinny, którego południowe krańce wyraźnie wyznaczają najdalszy zasięg ostatniego zlodowacenia. Południową część regionu przecinają dwa pasma wzgórz morenowych, rozdzielonych biegiem Noteci. Rozmiary jezior są stosunkowo małe oprócz tych położonych w tzw. rynnie goplańskiej – m.in. Jezioro Głuszyńskie i Jezioro Pątnowskie oraz położonego poza nią Jeziora Borzymowskiego. Pojezierze Kujawskie jest przede wszystkim regionem rolniczym o żyznych glebach i ograniczonym zalesieniu.
Ośrodki miejskie na obszarze mezoregionu są liczne lecz na ogół niewielkie. Są to Gostynin (na pograniczu), Radziejów, Brześć Kujawski, Piotrków Kujawski, Kowal, Sompolno, Lubraniec, Izbica Kujawska, Chodecz, Przedecz i Lubień Kujawski, ponadto byłe miasta Brdów, Babiak oraz wsie Choceń, Topólka, Bytoń, Boniewo, Wierzbinek i Baruchowo (na pograniczu).